# 21 septembre 1967
Le jeudi 21 septembre 1967 est le 264e jour de l'année 1967.

## Naissances
- César Eduardo Rodríguez, joueur de football péruvien
- Christopher Price (mort le 22 avril 2002), journaliste et animateur de télévision anglais
- David Grubbs, musicien américain
- Faith Hill, chanteuse américaine
- Gordon Lam, acteur de Hong Kong
- Jean-Baptiste Chauvin, acteur français
- Kathryn Hess, mathématicienne américaine
- Luis Armelio García, joueur de football cubain
- Stéphane Rotenberg, journaliste, animateur et producteur de télévision français
- Suman Pokhrel, poète, parolier, traducteur et artiste
- Vicky Ford, personnalité politique britannique
- Werner Perathoner, skieur alpin italien

## Décès
- Johannes Hoffmann (né le 23 décembre 1890), homme politique allemand
- Médard Bourgault (né le 8 juin 1897), sculpteur québécois

## Événements
- Sortie du film allemand Herrliche Zeiten im Spessart